# Loli Irala Marin
Loli Irala Marin, née à Valence (Espagne), est une coloriste de bande dessinée espagnole.